# Acariasis
Als Acariasis (oder Acaridosis, Akaridose, Akarinose) wird eine Erkrankung bezeichnet, die durch Milben (Acarida) oder deren Larven verursacht wird. Diese Erkrankungen zählen somit zu den sogenannten Epizoonosen.
Die Krätze und die durch Laufmilben verursachte Trombidiose (Synonym: Trombiculose; Erntekrätze, Herbstbeiß) gehören ebenso zu den Akaridosen wie verschiedene Tierräuden, die auf den Menschen übertragen werden können und der dabei als Fehlwirt fungiert:
- Gamasidose, eine durch Vogelmilben (Gamasidae) verursachte Erkrankung
- Cheyletiellose: durch Raubmilben der Gattung Cheyletiella verursacht

Dabei kann eine Tierart allerdings auch mehrere Milben beherbergen – das Meerschweinchen z. B. neben der Pelzmilbe (Chirodiscoides caviae) auch die Räudemilbe (Trixacarus caviae) und die Raubmilbe (Cheyletiella prarasitivorax).
Weitere Milbenarten, die Probleme beim Menschen verursachen können, sind: Sarcoptidae, Tryglophidae, Tarsonemidae, Eupodidae, Pycmotidae, Demodecidae.
Eine Hausstaubmilbenallergie wird demgegenüber nicht als Akaridose bezeichnet – und entsteht auch nicht durch die Milben direkt, sondern infolge einer Sensibilisierung gegen deren Kot.
Siehe auch: Milbendermatitis (Acarodermatitis)
Hinweis: Als Ascariasis bezeichnet man den Befall des Menschen mit dem Spulwurm (Ascaris lumbricoides)